# Rheum persicum
Rheum persicum är en slideväxtart som beskrevs av Los.. Rheum persicum ingår i släktet rabarbersläktet, och familjen slideväxter. Inga underarter finns listade i Catalogue of Life.